# 偏析
偏析（へんせき:monotectoid）は合金などが凝固するときの凝固形態、結晶組織の一つで、固相α1から固相α2と固相βが形成したときにできる結晶である。
偏析ができるような反応を偏析反応（monotectoid reaction）という。
α2→α1+β
（偏晶反応、共析反応とよく似ている。）
固相がα1とα2に分解するが固相βとなるのはα2だけと偏っているため「偏析」という。

## 状態図

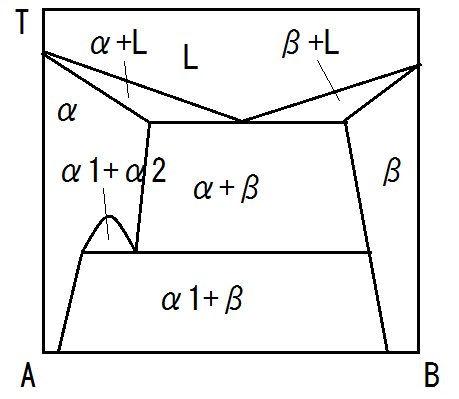
偏析反応の状態図